# Anni 560 a.C.
Gli anni 560 a.C. sono il decennio che comprende gli anni dal 569 a.C. al 560 a.C. inclusi.

## Eventi, invenzioni e scoperte
- 566 a.C. - Primi giochi panatenaici voluti da Pisistrato

## Nati
- Annei, imperatore giapponese († 511 a.C.)566 a.C.
- Gautama Buddha, monaco buddista, filosofo e mistico indiano († 486 a.C.)565 a.C.
- Clistene, politico ateniese († 492 a.C.)

## Morti
- Regina Maya, regina565 a.C.
- Amytis, regina babilonese (n. 630 a.C.)564 a.C.
- Esopo, scrittore greco antico
- Arrichione, greco antico562 a.C.

- Nabucodonosor II, sovrano babilonese (n.642 a.C.)

- Agariste di Sicione, nobile greca antica
- Aliatte II, re
- Evil-Merodach, sovrano